# Edinburgh Philosophical Journal
Edinburgh Philosophical Journal (abreviado Edinburgh Philos. J.) fue una revista ilustrada con descripciones botánicas que fue editada en Edimburgo. Se publicaron los número 1 al 14 en los años 1819-1826. Fue sustituida por el Edinburgh New Philosophical Journal.